# Langues en république du Congo
La langue officielle de la république du Congo est le français. La constitution congolaise inscrit également le  lingala et le kituba   comme langues nationales véhiculaires du pays. A ces trois langues, s'ajoutent de nombreuses langues régionales, qui traduisent des héritages culturels riches divers à travers le pays. Les autres langues sont essentiellement des langues bantoues, exception faite des langues pygmées.

## Statistiques
Selon l'OIF, en 2010, le français est parlé par 78 % des Congolais de plus de 10 ans.
Selon une étude d'Omar Massoumou, 88 % des Brazzavillois de plus de 15 ans déclarent avoir une expression aisée à l'écrit en français. L'Université Laval, souligne l'intérêt qu'a eu l'emploi de la langue française pendant les années 1995 « en raison des guerres civiles qui ont secoué le pays, la langue française est devenue une langue-refuge pour les différentes factions armées. Par exemple, les locuteurs incompétents en kituba et kikongo (surtout au nord) puis en lingala (surtout au sud) préfèrent s'exprimer en français pour des raisons de sécurité. De peur de révéler leur origine ethnique, les Congolais passent au français, ce qui permet de conserver l'incognito. »
Selon le rapport 2018 de l’OLF, la République du Congo compte 59 % de francophones dans sa population,.
Le kituba (ou munukutuba) est un créole kikongo, compréhensible par les locuteurs des diverses variantes du kikongo. Cette langue est parlée par 50,35 % de la population congolaise, habitant principalement dans la partie sud du pays, le long de l'axe reliant Brazzaville à Pointe-Noire, de la Bouenza, de la Lékoumou, du Niari et du Kouilou (Jean-Alexis Mfoutou, 2009 ; 2019a ; 2019b ; 2009c).
Le lingala, la langue du fleuve, est parlé principalement dans le Nord et l'Est du pays. C'est la langue qui a le plus progressé ces dernières années au Congo.
Les Tékés forment 16,9 % de la population et se trouvent dans les départements des Plateaux, de la Cuvette-Ouest (où ils sont appelés Mbéti et Tégué), du Niari, de la Bouenza et du Pool.

## Écriture
Les langues congolaises s’écrivent à l’aide de l’alphabet international africain. Néanmoins, en République du Congo, l’orthographe française parfois approximative est utilisée pour les langues congolaises. Cette utilisation de l’orthographe française pour les langues congolaises est un héritage de la colonisation française. Par exemple:
- Kuilu ou Kwilu avec une graphie phonétique → Kouilou avec l’orthographe française ;
- Luango / Lwango → Loango
- Lubomo → Loubomo
- Luingi / Lwingi → Louingui
- Mbanza-Ndunga → Mbandza-Ndounga
- Kibosi → Kibossi
- Nge / Ngeye → Ngue / Ngueye
- Nkakamueka → Kakamoeka
- Buenza / Bwenza → Bouenza
- Buansa / Bwansa → Bouansa
- Lekumu → Lekoumou
- Likuala / Likwala → Likouala
- Weso → Ouesso

Etc.
Cependant, la standardisation du Kikongo a débuté bien avant  le XXe siècle.

## Les langues régionales
Il est important d'aborder les langues régionales en tenant compte de la géographie (liste non exhaustive).

### Kouilou

#### Vili
Le vili est une langue régionale parlée par les Vilis.

#### Yombe
La langue yombe est parlée dans les environs Mayombe. Elle est influencée par le vili et les langues du Niari

### Niari

#### Kunyi
- Kikunyi

#### Lumbu
Les Lumbus parlent le yilumbu.

#### Tsangui
Le tsangui est principalement parlé dans le département du Niari.

#### Punu
- Punu

### Lékoumou

#### Téké
- Langues teke

### Bouenza

#### Beembe
- Beembe

#### Kamba
Le kamba est apparenté au dondo et au beembe, et peut être compris par un locuteur d'une variété du kikongo (Jean-Alexis Mfoutou, 2007).

#### Dondo
Le dondo est apparenté au kamba et au beembe.

### Pool

#### Téké
- Langues teke

#### Ladi
- Ladi

Le ladi (prononciation : lari ou ladi) est une variété de kikongo parlée par les Laris (l’orthographe lari suit les normes d’orthographe française), une ethnie kongo. Il est surtout parlé à Brazzaville et dans la région du Pool.

### Plateaux

#### Téké-Koukouya
- Langues teke

### Cuvette

#### Mbochi
- Mbochi

Le mbochi est parlé dans la région de la cuvette. Le ngaré, le kouyou et le likouba en sont des variations.
Certains Mbochi, notamment dans la localité d'Etoumi, parlent le ngaré, une variante de mbochi qui est proche du makoua
On peut également citer les Kouyou et les Likouba dont les langues présentent des variations par rapport au mbochi.

#### Makoua
Le makoua est parlé dans le nord de la cuvette. La ville de Makoua est remarquable en ce qu'elle est traversée par l'équateur.

### Likouala

#### Bomitaba
La langue bomitaba est parlée par les Bomitabas

#### Mbonzo
La langue mbonzo, aussi connu des noms bonjo ou encore impfondo, et parlée au nord du pays, dans le departement de Likouala. 